# Nomadland
Nomadland es una película estadounidense de drama, escrita y dirigida por Chloé Zhao. Está basada en el libro Nomadland: Surviving America in the Twenty-First Century escrito por Jessica Bruder, y narra la historia de una mujer que abandona su pueblo natal para emprender un viaje por el oeste de Estados Unidos. Es protagonizada por Frances McDormand, David Strathairn, Linda May, Charlene Swankie y Bob Wells. Fue estrenada el 11 de septiembre de 2020 durante el Festival Internacional de Cine de Venecia, donde además se alzó con el León de Oro.
Nomadland recibió la aclamación por parte de la crítica especializada, quienes elogiaron la dirección, cinematografía y las actuaciones, especialmente la de McDormand. En el sitio Rotten Tomatoes tuvo un índice de aprobación del 94 %, mientras que en Metacritic sumó 93 puntos de 100. Fue incluida en la lista de las diez mejores películas del 2020 por el American Film Institute y la National Board of Review. Asimismo, fue nominada para seis premios Óscar en 2021, de los cuales ganó tres por mejor película, mejor director (Zhao) y mejor actriz (McDormand). También se alzó con dos premios en los Golden Globe Awards como mejor película dramática y mejor director (Zhao), así como con cuatro Critics' Choice Awards, Independent Spirit y BAFTAs.

## Trama
En el poblado de Empire, Nevada, Estados Unidos, en 2011, Fern pierde su empleo después del cierre de una fábrica de materiales de construcción, donde trabajó durante años, junto con su esposo, quien recientemente falleció. Fern decide vender la mayoría de sus pertenencias y comprar una furgoneta para vivir y viajar por el país en busca de trabajo, como nómada de hoy en día.

## Reparto
- Frances McDormand como Fern
- David Strathairn como David
- Linda May como Linda
- Charlene Swankie como Swankie
- Bob Wells como Bob
- Peter Spears como Peter

## Producción
En febrero de 2019, se anunció que Frances McDormand, David Strathairn, Linda May y Charlene Swankie se habían unido el reparto de la película, con Chloé Zhao dirigiendo su propio guion basado en el libro Nomadland: Surviving America in the Twenty-First Century de Jessica Bruder. Peter Spears, Mollye Asher, Dan Janvey y Zhao produciríann la película.

## Estreno
Searchlight Pictures adquirió los derechos de distribución de la cinta en febrero de 2019. Nomadland estrenó el 11 de septiembre de 2020 durante el Festival Internacional de Cine de Venecia y el Festival Internacional de Cine de Toronto, donde se convirtió en la primera película de la historia en llevarse simultáneamente el León de Oro y el Premio del Público. La película luego tuvo un estreno limitado de forma virtual a partir del 4 de diciembre de 2020. Se tenía previsto que estrenara en los cines del mundo esa misma fecha, pero se pospuso al 19 de febrero de 2021 a causa de la pandemia de COVID-19, cuando estrenó simultáneamente en autocines y en Hulu. También fue estrenada internacionalmente en Disney+ bajo el sello de Star.

## Recepción

### Recibimiento comercial
Nomadland recaudó $7 379 524 en taquilla a nivel mundial, divididos en $2 143 000 en los Estados Unidos y $5 236 524 en el resto del mundo.

### Respuesta crítica
Nomadland recibió la aclamación por parte de la crítica especializada, quienes elogiaron aspectos como la dirección de Zhao, la cinematografía de Richards y la actuación de McDormand. En el sitio Rotten Tomatoes tuvo un índice de aprobación del 94 % basado en 355 reseñas profesionales, con lo que recibió el certificado de «fresco». El consenso crítico fue: «Un estudio poético de personajes sobre los olvidados y los oprimidos, Nomadland captura a la perfección la inquietud dejada a raíz de la Gran Recesión». En Metacritic sumó 93 puntos de 100 basado en 49 reseñas, denotando «aclamación universal».

### Censura en China
Tras las victorias de Nomadland en los Golden Globe Awards, la prensa de China celebró el éxito de la película por la ascendencia de Chloé Zhao. Sin embargo, al poco tiempo se popularizaron varias entrevistas de la directora donde describía a China como «un lugar donde hay mentiras en todas partes», por lo que el gobierno del país censuró todas las menciones de la película en Internet.

## Premios y nominaciones
| Premiación                                        | Fecha                   | Categoría                          | Nominado(s)                                                             | Resultado | Ref.                 |
| ------------------------------------------------- | ----------------------- | ---------------------------------- | ----------------------------------------------------------------------- | --------- | -------------------- |
| AACTA International Awards                        | 5 de marzo de 2021      | Mejor Película                     | Nomadland                                                               | Nominado  | [ 18 ] [ 19 ]        |
| AACTA International Awards                        | 5 de marzo de 2021      | Mejor Director                     | Chloé Zhao                                                              | Ganador   | [ 18 ] [ 19 ]        |
| AACTA International Awards                        | 5 de marzo de 2021      | Mejor Guion                        | Chloé Zhao                                                              | Nominado  | [ 18 ] [ 19 ]        |
| AACTA International Awards                        | 5 de marzo de 2021      | Mejor Actriz                       | Frances McDormand                                                       | Nominado  | [ 18 ] [ 19 ]        |
| AACTA International Awards                        | 5 de marzo de 2021      | Mejor Actor de Reparto             | David Strathairn                                                        | Nominado  | [ 18 ] [ 19 ]        |
| AACTA International Awards                        | 5 de marzo de 2021      | Mejor Actriz de Reparto            | Charlene Swankie                                                        | Nominado  | [ 18 ] [ 19 ]        |
| AARP Movies for Grownups Awards                   | 4 de marzo de 2021      | Mejor Película                     | Nomadland                                                               | Nominado  | [ 20 ] [ 21 ]        |
| AARP Movies for Grownups Awards                   | 4 de marzo de 2021      | Mejor Actriz                       | Frances McDormand                                                       | Nominado  | [ 20 ] [ 21 ]        |
| Alliance of Women Film Journalists                | 4 de enero de 2021      | Mejor Película                     | Nomadland                                                               | Ganador   | [ 22 ] [ 23 ]        |
| Alliance of Women Film Journalists                | 4 de enero de 2021      | Mejor Director                     | Chloé Zhao                                                              | Ganador   | [ 22 ] [ 23 ]        |
| Alliance of Women Film Journalists                | 4 de enero de 2021      | Mejor Guion Adaptado               | Chloé Zhao                                                              | Ganador   | [ 22 ] [ 23 ]        |
| Alliance of Women Film Journalists                | 4 de enero de 2021      | Mejor Edición                      | Chloé Zhao                                                              | Ganador   | [ 22 ] [ 23 ]        |
| Alliance of Women Film Journalists                | 4 de enero de 2021      | Mejor Directora                    | Chloé Zhao                                                              | Nominado  | [ 22 ] [ 23 ]        |
| Alliance of Women Film Journalists                | 4 de enero de 2021      | Mejor Guionista                    | Chloé Zhao                                                              | Nominado  | [ 22 ] [ 23 ]        |
| Alliance of Women Film Journalists                | 4 de enero de 2021      | Mejor Actriz                       | Frances McDormand                                                       | Ganador   | [ 22 ] [ 23 ]        |
| Alliance of Women Film Journalists                | 4 de enero de 2021      | Mejor Actriz Longeva               | Frances McDormand                                                       | Nominado  | [ 22 ] [ 23 ]        |
| Alliance of Women Film Journalists                | 4 de enero de 2021      | Mejor Cinematografía               | Joshua James Richards                                                   | Ganador   | [ 22 ] [ 23 ]        |
| American Cinema Editors                           | 17 de abril de 2021     | Mejor Edición en Película (Drama)  | Chloé Zhao                                                              | Nominado  | [ 24 ]               |
| American Film Institute                           | 25 de enero de 2021     | Las 10 Mejores Películas del 2020  | Nomadland                                                               | Ganador   | [ 25 ]               |
| American Society of Cinematographers              | 18 de abril de 2021     | Mejor Cinematografía en Película   | Joshua James Richards                                                   | Nominado  | [ 26 ]               |
| Atlanta Film Critics Circle                       | 1 de febrero de 2021    | Mejor Película                     | Nomadland                                                               | Ganador   | [ 27 ]               |
| Atlanta Film Critics Circle                       | 1 de febrero de 2021    | Mejor Director                     | Chloé Zhao                                                              | Ganador   | [ 27 ]               |
| Atlanta Film Critics Circle                       | 1 de febrero de 2021    | Mejor Actriz                       | Frances McDormand                                                       | Nominado  | [ 27 ]               |
| Atlanta Film Critics Circle                       | 1 de febrero de 2021    | Mejor Cinematografía               | Joshua James Richards                                                   | Ganador   | [ 27 ]               |
| Austin Film Critics Association                   | 19 de marzo de 2021     | Mejor Película                     | Nomadland                                                               | Nominado  | [ 28 ] [ 29 ]        |
| Austin Film Critics Association                   | 19 de marzo de 2021     | Mejor Director                     | Chloé Zhao                                                              | Nominado  | [ 28 ] [ 29 ]        |
| Austin Film Critics Association                   | 19 de marzo de 2021     | Mejor Guion Adaptado               | Chloé Zhao                                                              | Ganador   | [ 28 ] [ 29 ]        |
| Austin Film Critics Association                   | 19 de marzo de 2021     | Mejor Edición                      | Chloé Zhao                                                              | Ganador   | [ 28 ] [ 29 ]        |
| Austin Film Critics Association                   | 19 de marzo de 2021     | Mejor Actriz                       | Frances McDormand                                                       | Nominado  | [ 28 ] [ 29 ]        |
| Austin Film Critics Association                   | 19 de marzo de 2021     | Mejor Actor de Reparto             | David Strathairn                                                        | Nominado  | [ 28 ] [ 29 ]        |
| Austin Film Critics Association                   | 19 de marzo de 2021     | Mejor Cinematografía               | Joshua James Richards                                                   | Ganador   | [ 28 ] [ 29 ]        |
| BAFTA Awards                                      | 11 de abril de 2021     | Mejor Película                     | Nomadland                                                               | Ganador   | [ 30 ] [ 31 ] [ 32 ] |
| BAFTA Awards                                      | 11 de abril de 2021     | Mejor Director                     | Chloé Zhao                                                              | Ganador   | [ 30 ] [ 31 ] [ 32 ] |
| BAFTA Awards                                      | 11 de abril de 2021     | Mejor Guion Adaptado               | Chloé Zhao                                                              | Nominado  | [ 30 ] [ 31 ] [ 32 ] |
| BAFTA Awards                                      | 11 de abril de 2021     | Mejor Edición                      | Chloé Zhao                                                              | Nominado  | [ 30 ] [ 31 ] [ 32 ] |
| BAFTA Awards                                      | 11 de abril de 2021     | Mejor Actriz                       | Frances McDormand                                                       | Ganador   | [ 30 ] [ 31 ] [ 32 ] |
| BAFTA Awards                                      | 11 de abril de 2021     | Mejor Cinematografía               | Joshua James Richards                                                   | Ganador   | [ 30 ] [ 31 ] [ 32 ] |
| BAFTA Awards                                      | 11 de abril de 2021     | Mejor Sonido                       | Sergio Diaz, Zach Seivers                                               | Nominado  | [ 30 ] [ 31 ] [ 32 ] |
| Black Film Critics Circle                         | 21 de enero de 2021     | Mejor Película                     | Nomadland                                                               | Nominado  | [ 33 ]               |
| Black Film Critics Circle                         | 21 de enero de 2021     | Mejor Director                     | Chloé Zhao                                                              | Ganador   | [ 33 ]               |
| Boston Online Film Critics Association            | 19 de diciembre de 2020 | Mejor Película                     | Nomadland                                                               | Ganador   | [ 34 ]               |
| Boston Online Film Critics Association            | 19 de diciembre de 2020 | Mejor Director                     | Chloé Zhao                                                              | Ganador   | [ 34 ]               |
| Boston Online Film Critics Association            | 19 de diciembre de 2020 | Mejor Edición                      | Chloé Zhao                                                              | Ganador   | [ 34 ]               |
| Boston Online Film Critics Association            | 19 de diciembre de 2020 | Mejor Actriz                       | Frances McDormand                                                       | Ganador   | [ 34 ]               |
| Boston Online Film Critics Association            | 19 de diciembre de 2020 | Mejor Cinematografía               | Joshua James Richards                                                   | Ganador   | [ 34 ]               |
| Boston Society of Film Critics                    | 13 de diciembre de 2020 | Mejor Película                     | Nomadland                                                               | Ganador   | [ 35 ]               |
| Boston Society of Film Critics                    | 13 de diciembre de 2020 | Mejor Director                     | Chloé Zhao                                                              | Ganador   | [ 35 ]               |
| Boston Society of Film Critics                    | 13 de diciembre de 2020 | Mejor Edición                      | Chloé Zhao                                                              | Nominado  | [ 35 ]               |
| Boston Society of Film Critics                    | 13 de diciembre de 2020 | Mejor Cinematografía               | Joshua James Richards                                                   | Ganador   | [ 35 ]               |
| British Independent Film Awards                   | 18 de febrero de 2021   | Mejor Película Internacional       | Nomadland                                                               | Ganador   | [ 36 ]               |
| Capri Hollywood Awards                            | 4 de enero de 2021      | Mejor Director                     | Chloé Zhao                                                              | Ganador   | [ 37 ]               |
| Chicago Film Critics Association                  | 21 de diciembre de 2020 | Mejor Película                     | Nomadland                                                               | Ganador   | [ 38 ] [ 39 ]        |
| Chicago Film Critics Association                  | 21 de diciembre de 2020 | Mejor Director                     | Chloé Zhao                                                              | Ganador   | [ 38 ] [ 39 ]        |
| Chicago Film Critics Association                  | 21 de diciembre de 2020 | Mejor Guion Adaptado               | Chloé Zhao                                                              | Ganador   | [ 38 ] [ 39 ]        |
| Chicago Film Critics Association                  | 21 de diciembre de 2020 | Mejor Edición                      | Chloé Zhao                                                              | Nominado  | [ 38 ] [ 39 ]        |
| Chicago Film Critics Association                  | 21 de diciembre de 2020 | Mejor Actriz                       | Frances McDormand                                                       | Ganador   | [ 38 ] [ 39 ]        |
| Chicago Film Critics Association                  | 21 de diciembre de 2020 | Mejor Actor de Reparto             | David Strathairn                                                        | Nominado  | [ 38 ] [ 39 ]        |
| Chicago Film Critics Association                  | 21 de diciembre de 2020 | Mejor Cinematografía               | Joshua James Richards                                                   | Ganador   | [ 38 ] [ 39 ]        |
| Chicago Indie Critics Association                 | 2 de enero de 2021      | Mejor Película Independiente       | Nomadland                                                               | Ganador   | [ 40 ] [ 41 ]        |
| Chicago Indie Critics Association                 | 2 de enero de 2021      | Mejor Director                     | Chloé Zhao                                                              | Nominado  | [ 40 ] [ 41 ]        |
| Chicago Indie Critics Association                 | 2 de enero de 2021      | Mejor Guion Adaptado               | Chloé Zhao                                                              | Nominado  | [ 40 ] [ 41 ]        |
| Chicago Indie Critics Association                 | 2 de enero de 2021      | Mejor Edición                      | Chloé Zhao                                                              | Nominado  | [ 40 ] [ 41 ]        |
| Chicago Indie Critics Association                 | 2 de enero de 2021      | Mejor Actriz                       | Frances McDormand                                                       | Nominado  | [ 40 ] [ 41 ]        |
| Chicago Indie Critics Association                 | 2 de enero de 2021      | Mejor Cinematografía               | Joshua James Richards                                                   | Ganador   | [ 40 ] [ 41 ]        |
| Columbus Film Critics Association                 | 7 de enero de 2021      | Mejor Película                     | Nomadland                                                               | Nominado  | [ 42 ] [ 43 ]        |
| Columbus Film Critics Association                 | 7 de enero de 2021      | Mejor Director                     | Chloé Zhao                                                              | Ganador   | [ 42 ] [ 43 ]        |
| Columbus Film Critics Association                 | 7 de enero de 2021      | Mejor Guion Adaptado               | Chloé Zhao                                                              | Ganador   | [ 42 ] [ 43 ]        |
| Columbus Film Critics Association                 | 7 de enero de 2021      | Mejor Actriz                       | Frances McDormand                                                       | Nominado  | [ 42 ] [ 43 ]        |
| Columbus Film Critics Association                 | 7 de enero de 2021      | Mejor Cinematografía               | Joshua James Richards                                                   | Ganador   | [ 42 ] [ 43 ]        |
| Columbus Film Critics Association                 | 7 de enero de 2021      | Mejor Banda Sonora                 | Ludovico Einaudi                                                        | Nominado  | [ 42 ] [ 43 ]        |
| Critics' Choice Awards                            | 7 de marzo de 2021      | Mejor Película                     | Nomadland                                                               | Ganador   | [ 44 ] [ 6 ]         |
| Critics' Choice Awards                            | 7 de marzo de 2021      | Mejor Director                     | Chloé Zhao                                                              | Ganador   | [ 44 ] [ 6 ]         |
| Critics' Choice Awards                            | 7 de marzo de 2021      | Mejor Guion Adaptado               | Chloé Zhao                                                              | Ganador   | [ 44 ] [ 6 ]         |
| Critics' Choice Awards                            | 7 de marzo de 2021      | Mejor Edición                      | Chloé Zhao                                                              | Nominado  | [ 44 ] [ 6 ]         |
| Critics' Choice Awards                            | 7 de marzo de 2021      | Mejor Actriz                       | Frances McDormand                                                       | Nominado  | [ 44 ] [ 6 ]         |
| Critics' Choice Awards                            | 7 de marzo de 2021      | Mejor Cinematografía               | Joshua James Richards                                                   | Ganador   | [ 44 ] [ 6 ]         |
| Dallas-Fort Worth Film Critics Association        | 10 de febrero de 2021   | Mejor Película                     | Nomadland                                                               | Ganador   | [ 45 ]               |
| Dallas-Fort Worth Film Critics Association        | 10 de febrero de 2021   | Mejor Director                     | Chloé Zhao                                                              | Ganador   | [ 45 ]               |
| Dallas-Fort Worth Film Critics Association        | 10 de febrero de 2021   | Mejor Actriz                       | Frances McDormand                                                       | Nominado  | [ 45 ]               |
| Dallas-Fort Worth Film Critics Association        | 10 de febrero de 2021   | Mejor Cinematografía               | Joshua James Richards                                                   | Ganador   | [ 45 ]               |
| Denver Film Critics Society                       | 18 de enero de 2021     | Mejor Película                     | Nomadland                                                               | Nominado  | [ 46 ]               |
| Denver Film Critics Society                       | 18 de enero de 2021     | Mejor Director                     | Chloé Zhao                                                              | Ganador   | [ 46 ]               |
| Denver Film Critics Society                       | 18 de enero de 2021     | Mejor Guion Adaptado               | Chloé Zhao                                                              | Nominado  | [ 46 ]               |
| Denver Film Critics Society                       | 18 de enero de 2021     | Mejor Actriz                       | Frances McDormand                                                       | Nominado  | [ 46 ]               |
| Denver Film Critics Society                       | 18 de enero de 2021     | Mejor Actor de Reparto             | David Strathairn                                                        | Nominado  | [ 46 ]               |
| Detroit Film Critics Society                      | 8 de marzo de 2021      | Mejor Película                     | Nomadland                                                               | Ganador   | [ 47 ] [ 48 ]        |
| Detroit Film Critics Society                      | 8 de marzo de 2021      | Mejor Director                     | Chloé Zhao                                                              | Ganador   | [ 47 ] [ 48 ]        |
| Detroit Film Critics Society                      | 8 de marzo de 2021      | Mejor Guion Adaptado               | Chloé Zhao                                                              | Ganador   | [ 47 ] [ 48 ]        |
| Detroit Film Critics Society                      | 8 de marzo de 2021      | Mejor Actriz                       | Frances McDormand                                                       | Ganador   | [ 47 ] [ 48 ]        |
| Directors Guild of America                        | 10 de abril de 2021     | Mejor Dirección en Película        | Chloé Zhao                                                              | Ganador   | [ 49 ]               |
| Dorian Awards                                     | 18 de abril de 2021     | Mejor Película                     | Nomadland                                                               | Ganador   | [ 50 ] [ 51 ]        |
| Dorian Awards                                     | 18 de abril de 2021     | Película más Llamativa Visualmente | Nomadland                                                               | Ganador   | [ 50 ] [ 51 ]        |
| Dorian Awards                                     | 18 de abril de 2021     | Mejor Director                     | Chloé Zhao                                                              | Ganador   | [ 50 ] [ 51 ]        |
| Dorian Awards                                     | 18 de abril de 2021     | Mejor Guion                        | Chloé Zhao                                                              | Nominado  | [ 50 ] [ 51 ]        |
| Dorian Awards                                     | 18 de abril de 2021     | Mejor Actriz                       | Frances McDormand                                                       | Nominado  | [ 50 ] [ 51 ]        |
| Florida Film Critics Circle                       | 21 de diciembre de 2020 | Mejor Película                     | Nomadland                                                               | Nominado  | [ 52 ] [ 53 ]        |
| Florida Film Critics Circle                       | 21 de diciembre de 2020 | Mejor Director                     | Chloé Zhao                                                              | Ganador   | [ 52 ] [ 53 ]        |
| Florida Film Critics Circle                       | 21 de diciembre de 2020 | Mejor Guion Adaptado               | Chloé Zhao                                                              | Nominado  | [ 52 ] [ 53 ]        |
| Florida Film Critics Circle                       | 21 de diciembre de 2020 | Mejor Actriz                       | Frances McDormand                                                       | Ganador   | [ 52 ] [ 53 ]        |
| Georgia Film Critics Association                  | 12 de marzo de 2021     | Mejor Película                     | Nomadland                                                               | Ganador   | [ 54 ]               |
| Georgia Film Critics Association                  | 12 de marzo de 2021     | Mejor Director                     | Chloé Zhao                                                              | Ganador   | [ 54 ]               |
| Georgia Film Critics Association                  | 12 de marzo de 2021     | Mejor Guion Adaptado               | Chloé Zhao                                                              | Ganador   | [ 54 ]               |
| Georgia Film Critics Association                  | 12 de marzo de 2021     | Mejor Actriz                       | Frances McDormand                                                       | Nominado  | [ 54 ]               |
| Georgia Film Critics Association                  | 12 de marzo de 2021     | Mejor Cinematografía               | Joshua James Richards                                                   | Ganador   | [ 54 ]               |
| Golden Globe Awards                               | 28 de febrero de 2021   | Mejor Película Dramática           | Nomadland                                                               | Ganador   | [ 55 ] [ 5 ]         |
| Golden Globe Awards                               | 28 de febrero de 2021   | Mejor Director                     | Chloé Zhao                                                              | Ganador   | [ 55 ] [ 5 ]         |
| Golden Globe Awards                               | 28 de febrero de 2021   | Mejor Guion                        | Chloé Zhao                                                              | Nominado  | [ 55 ] [ 5 ]         |
| Golden Globe Awards                               | 28 de febrero de 2021   | Mejor Actriz - Drama               | Frances McDormand                                                       | Nominado  | [ 55 ] [ 5 ]         |
| Golden Reel Awards                                | 16 de abril de 2021     | Mejor Doblaje                      | Sergio Diaz, Zach Seivers                                               | Nominado  | [ 56 ]               |
| Gotham Awards                                     | 11 de enero de 2021     | Mejor Película                     | Nomadland                                                               | Ganador   | [ 57 ] [ 58 ]        |
| Gotham Awards                                     | 11 de enero de 2021     | Premio de la Audiencia             | Nomadland                                                               | Ganador   | [ 57 ] [ 58 ]        |
| Gotham Awards                                     | 11 de enero de 2021     | Mejor Actriz                       | Frances McDormand                                                       | Nominado  | [ 57 ] [ 58 ]        |
| Greater Western New York Film Critics Association | 31 de diciembre de 2020 | Mejor Película                     | Nomadland                                                               | Ganador   | [ 59 ]               |
| Greater Western New York Film Critics Association | 31 de diciembre de 2020 | Mejor Director                     | Chloé Zhao                                                              | Ganador   | [ 59 ]               |
| Greater Western New York Film Critics Association | 31 de diciembre de 2020 | Mejor Guion Adaptado               | Chloé Zhao                                                              | Ganador   | [ 59 ]               |
| Greater Western New York Film Critics Association | 31 de diciembre de 2020 | Mejor Edición                      | Chloé Zhao                                                              | Ganador   | [ 59 ]               |
| Greater Western New York Film Critics Association | 31 de diciembre de 2020 | Mejor Actriz                       | Frances McDormand                                                       | Ganador   | [ 59 ]               |
| Greater Western New York Film Critics Association | 31 de diciembre de 2020 | Mejor Cinematografía               | Joshua James Richards                                                   | Ganador   | [ 59 ]               |
| Hawaii Film Critics Society                       | 13 de enero de 2021     | Mejor Actriz                       | Frances McDormand                                                       | Ganador   | [ 60 ]               |
| Hawaii Film Critics Society                       | 13 de enero de 2021     | Mejor Guion Adaptado               | Chloé Zhao                                                              | Ganador   | [ 60 ]               |
| Hollywood Critics Association                     | 5 de marzo de 2021      | Mejor Película                     | Nomadland                                                               | Nominado  | [ 61 ] [ 62 ]        |
| Hollywood Critics Association                     | 5 de marzo de 2021      | Mejor Actriz                       | Frances McDormand                                                       | Nominado  | [ 61 ] [ 62 ]        |
| Hollywood Critics Association                     | 5 de marzo de 2021      | Mejor Directora Femenina           | Chloé Zhao                                                              | Ganador   | [ 61 ] [ 62 ]        |
| Hollywood Critics Association                     | 5 de marzo de 2021      | Mejor Guion Adaptado               | Chloé Zhao                                                              | Nominado  | [ 61 ] [ 62 ]        |
| Hollywood Critics Association                     | 5 de marzo de 2021      | Mejor Edición                      | Chloé Zhao                                                              | Nominado  | [ 61 ] [ 62 ]        |
| Hollywood Critics Association                     | 5 de marzo de 2021      | Mejor Cinematografía               | Joshua James Richards                                                   | Ganador   | [ 61 ] [ 62 ]        |
| Houston Film Critics Society                      | 18 de enero de 2021     | Mejor Película                     | Nomadland                                                               | Ganador   | [ 63 ] [ 64 ]        |
| Houston Film Critics Society                      | 18 de enero de 2021     | Mejor Director                     | Chloé Zhao                                                              | Ganador   | [ 63 ] [ 64 ]        |
| Houston Film Critics Society                      | 18 de enero de 2021     | Mejor Guion                        | Chloé Zhao                                                              | Nominado  | [ 63 ] [ 64 ]        |
| Houston Film Critics Society                      | 18 de enero de 2021     | Mejor Actriz                       | Frances McDormand                                                       | Nominado  | [ 63 ] [ 64 ]        |
| Houston Film Critics Society                      | 18 de enero de 2021     | Mejor Cinematografía               | Joshua James Richards                                                   | Ganador   | [ 63 ] [ 64 ]        |
| Independent Spirit Awards                         | 22 de abril de 2021     | Mejor Película                     | Nomadland                                                               | Ganador   | [ 65 ] [ 66 ]        |
| Independent Spirit Awards                         | 22 de abril de 2021     | Mejor Director                     | Chloé Zhao                                                              | Ganador   | [ 65 ] [ 66 ]        |
| Independent Spirit Awards                         | 22 de abril de 2021     | Mejor Edición                      | Chloé Zhao                                                              | Ganador   | [ 65 ] [ 66 ]        |
| Independent Spirit Awards                         | 22 de abril de 2021     | Mejor Actriz                       | Frances McDormand                                                       | Nominado  | [ 65 ] [ 66 ]        |
| Independent Spirit Awards                         | 22 de abril de 2021     | Mejor Cinematografía               | Joshua James Richards                                                   | Ganador   | [ 65 ] [ 66 ]        |
| Indiana Film Journalists Association              | 21 de diciembre de 2020 | Mejor Película                     | Nomadland                                                               | Ganador   | [ 67 ] [ 68 ]        |
| Indiana Film Journalists Association              | 21 de diciembre de 2020 | Mejor Director                     | Chloé Zhao                                                              | Ganador   | [ 67 ] [ 68 ]        |
| Indiana Film Journalists Association              | 21 de diciembre de 2020 | Mejor Guion Adaptado               | Chloé Zhao                                                              | Ganador   | [ 67 ] [ 68 ]        |
| Indiana Film Journalists Association              | 21 de diciembre de 2020 | Mejor Actriz                       | Frances McDormand                                                       | Ganador   | [ 67 ] [ 68 ]        |
| Indiana Film Journalists Association              | 21 de diciembre de 2020 | Mejor Actor de Reparto             | David Strathairn                                                        | Nominado  | [ 67 ] [ 68 ]        |
| Indiana Film Journalists Association              | 21 de diciembre de 2020 | Mejor Banda Sonora                 | Ludovico Einaudi                                                        | Nominado  | [ 67 ] [ 68 ]        |
| Iowa Film Critics Association                     | 20 de febrero de 2021   | Mejor Película                     | Nomadland                                                               | Ganador   | [ 69 ]               |
| Iowa Film Critics Association                     | 20 de febrero de 2021   | Mejor Director                     | Chloé Zhao                                                              | Ganador   | [ 69 ]               |
| Iowa Film Critics Association                     | 20 de febrero de 2021   | Mejor Actriz                       | Frances McDormand                                                       | Ganador   | [ 69 ]               |
| Iowa Film Critics Association                     | 20 de febrero de 2021   | Mejor Banda Sonora                 | Ludovico Einaudi                                                        | Ganador   | [ 69 ]               |
| Kansas City Film Critics Circle                   | 24 de enero de 2021     | Mejor Película                     | Nomadland                                                               | Ganador   | [ 70 ]               |
| Kansas City Film Critics Circle                   | 24 de enero de 2021     | Mejor Director                     | Chloé Zhao                                                              | Ganador   | [ 70 ]               |
| Kansas City Film Critics Circle                   | 24 de enero de 2021     | Mejor Guion Adaptado               | Chloé Zhao                                                              | Ganador   | [ 70 ]               |
| Kansas City Film Critics Circle                   | 24 de enero de 2021     | Mejor Actriz                       | Frances McDormand                                                       | Nominado  | [ 70 ]               |
| Latino Entertainment Journalists Association      | 7 de marzo de 2021      | Mejor Película                     | Nomadland                                                               | Ganador   | [ 71 ] [ 72 ]        |
| Latino Entertainment Journalists Association      | 7 de marzo de 2021      | Mejor Director                     | Chloé Zhao                                                              | Ganador   | [ 71 ] [ 72 ]        |
| Latino Entertainment Journalists Association      | 7 de marzo de 2021      | Mejor Guion Adaptado               | Chloé Zhao                                                              | Nominado  | [ 71 ] [ 72 ]        |
| Latino Entertainment Journalists Association      | 7 de marzo de 2021      | Mejor Edición                      | Chloé Zhao                                                              | Ganador   | [ 71 ] [ 72 ]        |
| Latino Entertainment Journalists Association      | 7 de marzo de 2021      | Mejor Cinematografía               | Joshua James Richards                                                   | Ganador   | [ 71 ] [ 72 ]        |
| Las Vegas Film Critics Society                    | 5 de marzo de 2021      | Mejor Película                     | Nomadland                                                               | Ganador   | [ 73 ]               |
| Las Vegas Film Critics Society                    | 5 de marzo de 2021      | Mejor Director                     | Chloé Zhao                                                              | Ganador   | [ 73 ]               |
| Las Vegas Film Critics Society                    | 5 de marzo de 2021      | Mejor Actriz                       | Frances McDormand                                                       | Ganador   | [ 73 ]               |
| Las Vegas Film Critics Society                    | 5 de marzo de 2021      | Mejor Cinematografía               | Joshua James Richards                                                   | Ganador   | [ 73 ]               |
| London Film Critics Circle                        | 7 de febrero de 2021    | Película del Año                   | Nomadland                                                               | Ganador   | [ 74 ] [ 75 ]        |
| London Film Critics Circle                        | 7 de febrero de 2021    | Director del Año                   | Chloé Zhao                                                              | Nominado  | [ 74 ] [ 75 ]        |
| London Film Critics Circle                        | 7 de febrero de 2021    | Guionista del Año                  | Chloé Zhao                                                              | Ganador   | [ 74 ] [ 75 ]        |
| London Film Critics Circle                        | 7 de febrero de 2021    | Actriz del Año                     | Frances McDormand                                                       | Ganador   | [ 74 ] [ 75 ]        |
| London Film Critics Circle                        | 7 de febrero de 2021    | Logro Técnico (cinematografía)     | Joshua James Richards                                                   | Nominado  | [ 74 ] [ 75 ]        |
| Los Angeles Film Critics Association              | 20 de diciembre de 2020 | Mejor Director                     | Chloé Zhao                                                              | Ganador   | [ 76 ]               |
| Los Angeles Film Critics Association              | 20 de diciembre de 2020 | Mejor Cinematografía               | Joshua James Richards                                                   | Nominado  | [ 76 ]               |
| Music City Film Critics Association               | 11 de enero de 2021     | Mejor Película                     | Nomadland                                                               | Nominado  | [ 77 ] [ 78 ]        |
| Music City Film Critics Association               | 11 de enero de 2021     | Mejor Director                     | Chloé Zhao                                                              | Ganador   | [ 77 ] [ 78 ]        |
| Music City Film Critics Association               | 11 de enero de 2021     | Mejor Edición                      | Chloé Zhao                                                              | Nominado  | [ 77 ] [ 78 ]        |
| Music City Film Critics Association               | 11 de enero de 2021     | Mejor Actriz                       | Frances McDormand                                                       | Nominado  | [ 77 ] [ 78 ]        |
| Music City Film Critics Association               | 11 de enero de 2021     | Mejor Cinematografía               | Joshua James Richards                                                   | Ganador   | [ 77 ] [ 78 ]        |
| National Board of Review                          | 26 de enero de 2021     | Top 10 Filmes                      | Nomadland                                                               | Ganador   | [ 3 ]                |
| National Board of Review                          | 26 de enero de 2021     | Mejor Cinematografía               | Joshua James Richards                                                   | Ganador   | [ 3 ]                |
| National Society of Film Critics                  | 9 de enero de 2021      | Mejor Película                     | Nomadland                                                               | Ganador   | [ 79 ]               |
| National Society of Film Critics                  | 9 de enero de 2021      | Mejor Director                     | Chloé Zhao                                                              | Ganador   | [ 79 ]               |
| National Society of Film Critics                  | 9 de enero de 2021      | Mejor Actriz                       | Frances McDormand                                                       | Ganador   | [ 79 ]               |
| National Society of Film Critics                  | 9 de enero de 2021      | Mejor Cinematografía               | Joshua James Richards                                                   | Ganador   | [ 79 ]               |
| New Mexico Film Critics                           | 23 de enero de 2021     | Mejor Director                     | Chloé Zhao                                                              | Ganador   | [ 80 ]               |
| New Mexico Film Critics                           | 23 de enero de 2021     | Mejor Edición                      | Chloé Zhao                                                              | Ganador   | [ 80 ]               |
| New Mexico Film Critics                           | 23 de enero de 2021     | Mejor Cinematografía               | Joshua James Richards                                                   | Nominado  | [ 80 ]               |
| New York Film Critics Circle                      | 18 de diciembre de 2020 | Mejor Director                     | Chloé Zhao                                                              | Ganador   | [ 81 ]               |
| New York Film Critics Online                      | 26 de enero de 2021     | Mejor Director                     | Chloé Zhao                                                              | Ganador   | [ 82 ]               |
| New York Film Critics Online                      | 26 de enero de 2021     | Mejor Cinematografía               | Joshua James Richards                                                   | Ganador   | [ 82 ]               |
| North Carolina Film Critics Association           | 3 de enero de 2021      | Mejor Filme Narrativo              | Nomadland                                                               | Nominado  | [ 83 ]               |
| North Carolina Film Critics Association           | 3 de enero de 2021      | Mejor Director                     | Chloé Zhao                                                              | Ganador   | [ 83 ]               |
| North Carolina Film Critics Association           | 3 de enero de 2021      | Mejor Guion Adaptado               | Chloé Zhao                                                              | Ganador   | [ 83 ]               |
| North Carolina Film Critics Association           | 3 de enero de 2021      | Mejor Actriz                       | Frances McDormand                                                       | Ganador   | [ 83 ]               |
| North Carolina Film Critics Association           | 3 de enero de 2021      | Mejor Cinematografía               | Joshua James Richards                                                   | Ganador   | [ 83 ]               |
| North Carolina Film Critics Association           | 3 de enero de 2021      | Mejor Actor de Reparto             | David Strathairn                                                        | Nominado  | [ 83 ]               |
| North Dakota Film Society                         | 15 de enero de 2021     | Mejor Película                     | Nomadland                                                               | Ganador   | [ 84 ] [ 85 ]        |
| North Dakota Film Society                         | 15 de enero de 2021     | Mejor Director                     | Chloé Zhao                                                              | Ganador   | [ 84 ] [ 85 ]        |
| North Dakota Film Society                         | 15 de enero de 2021     | Mejor Edición                      | Chloé Zhao                                                              | Ganador   | [ 84 ] [ 85 ]        |
| North Dakota Film Society                         | 15 de enero de 2021     | Mejor Actriz                       | Frances McDormand                                                       | Ganador   | [ 84 ] [ 85 ]        |
| North Dakota Film Society                         | 15 de enero de 2021     | Mejor Actor de Reparto             | David Strathairn                                                        | Nominado  | [ 84 ] [ 85 ]        |
| North Dakota Film Society                         | 15 de enero de 2021     | Mejor Cinematografía               | Joshua James Richards                                                   | Ganador   | [ 84 ] [ 85 ]        |
| North Texas Film Critics Association              | 26 de enero de 2021     | Mejor Película                     | Nomadland                                                               | Ganador   | [ 86 ] [ 87 ]        |
| North Texas Film Critics Association              | 26 de enero de 2021     | Mejor Director                     | Chloé Zhao                                                              | Ganador   | [ 86 ] [ 87 ]        |
| North Texas Film Critics Association              | 26 de enero de 2021     | Mejor Actriz                       | Frances McDormand                                                       | Nominado  | [ 86 ] [ 87 ]        |
| North Texas Film Critics Association              | 26 de enero de 2021     | Mejor Cinematografía               | Joshua James Richards                                                   | Nominado  | [ 86 ] [ 87 ]        |
| North Texas Film Critics Association              | 26 de enero de 2021     | Mejor Debut                        | Linda May                                                               | Ganador   | [ 86 ] [ 87 ]        |
| Oklahoma Film Critics Association                 | 6 de enero de 2021      | Mejor Director                     | Chloé Zhao                                                              | Ganador   | [ 88 ]               |
| Oklahoma Film Critics Association                 | 6 de enero de 2021      | Mejor Guion Adaptado               | Chloé Zhao                                                              | Ganador   | [ 88 ]               |
| Oklahoma Film Critics Association                 | 6 de enero de 2021      | Mejor Actriz                       | Frances McDormand                                                       | Ganador   | [ 88 ]               |
| Online Association of Female Film Critics         | 1 de marzo de 2021      | Mejor Película                     | Nomadland                                                               | Nominado  | [ 89 ] [ 90 ]        |
| Online Association of Female Film Critics         | 1 de marzo de 2021      | Mejor Representación de la Mujer   | Nomadland                                                               | Nominado  | [ 89 ] [ 90 ]        |
| Online Association of Female Film Critics         | 1 de marzo de 2021      | Mejor Director                     | Chloé Zhao                                                              | Ganador   | [ 89 ] [ 90 ]        |
| Online Association of Female Film Critics         | 1 de marzo de 2021      | Mejor Guion Adaptado               | Chloé Zhao                                                              | Ganador   | [ 89 ] [ 90 ]        |
| Online Association of Female Film Critics         | 1 de marzo de 2021      | Mejor Actriz                       | Frances McDormand                                                       | Nominado  | [ 89 ] [ 90 ]        |
| Online Association of Female Film Critics         | 1 de marzo de 2021      | Mejor Cinematografía               | Joshua James Richards                                                   | Ganador   | [ 89 ] [ 90 ]        |
| Online Film Critics Society                       | 25 de enero de 2021     | Mejor Película                     | Nomadland                                                               | Ganador   | [ 91 ] [ 92 ]        |
| Online Film Critics Society                       | 25 de enero de 2021     | Mejor Director                     | Chloé Zhao                                                              | Ganador   | [ 91 ] [ 92 ]        |
| Online Film Critics Society                       | 25 de enero de 2021     | Mejor Guion Adaptado               | Chloé Zhao                                                              | Ganador   | [ 91 ] [ 92 ]        |
| Online Film Critics Society                       | 25 de enero de 2021     | Mejor Edición                      | Chloé Zhao                                                              | Ganador   | [ 91 ] [ 92 ]        |
| Online Film Critics Society                       | 25 de enero de 2021     | Mejor Actriz                       | Frances McDormand                                                       | Ganador   | [ 91 ] [ 92 ]        |
| Online Film Critics Society                       | 25 de enero de 2021     | Mejor Cinematografía               | Joshua James Richards                                                   | Ganador   | [ 91 ] [ 92 ]        |
| Philadelphia Film Critics Circle                  | 17 de enero de 2021     | Mejor Director                     | Chloé Zhao                                                              | Ganador   | [ 93 ]               |
| Philadelphia Film Critics Circle                  | 17 de enero de 2021     | Mejor Cinematografía               | Joshua James Richards                                                   | Ganador   | [ 93 ]               |
| Phoenix Critics Circle                            | 18 de marzo de 2021     | Mejor Película                     | Nomadland                                                               | Nominado  | [ 94 ] [ 95 ]        |
| Phoenix Critics Circle                            | 18 de marzo de 2021     | Mejor Director                     | Chloé Zhao                                                              | Ganador   | [ 94 ] [ 95 ]        |
| Phoenix Critics Circle                            | 18 de marzo de 2021     | Mejor Guion                        | Chloé Zhao                                                              | Nominado  | [ 94 ] [ 95 ]        |
| Phoenix Critics Circle                            | 18 de marzo de 2021     | Mejor Actriz                       | Frances McDormand                                                       | Nominado  | [ 94 ] [ 95 ]        |
| Phoenix Critics Circle                            | 18 de marzo de 2021     | Mejor Cinematografía               | Joshua James Richards                                                   | Nominado  | [ 94 ] [ 95 ]        |
| Phoenix Film Critics Society                      | 2 de marzo de 2021      | Mejor Película                     | Nomadland                                                               | Ganador   | [ 96 ]               |
| Phoenix Film Critics Society                      | 2 de marzo de 2021      | Mejor Director                     | Chloé Zhao                                                              | Ganador   | [ 96 ]               |
| Phoenix Film Critics Society                      | 2 de marzo de 2021      | Mejor Cinematografía               | Joshua James Richards                                                   | Ganador   | [ 96 ]               |
| Premios Óscar                                     | 25 de abril de 2021     | Mejor Película                     | Frances McDormand, Peter Spears, Mollye Asher, Dan Janvey, y Chloé Zhao | Ganador   | [ 4 ] [ 97 ]         |
| Premios Óscar                                     | 25 de abril de 2021     | Mejor Director                     | Chloé Zhao                                                              | Ganador   | [ 4 ] [ 97 ]         |
| Premios Óscar                                     | 25 de abril de 2021     | Mejor Guion Adaptado               | Chloé Zhao                                                              | Nominado  | [ 4 ] [ 97 ]         |
| Premios Óscar                                     | 25 de abril de 2021     | Mejor Edición                      | Chloé Zhao                                                              | Nominado  | [ 4 ] [ 97 ]         |
| Premios Óscar                                     | 25 de abril de 2021     | Mejor Actriz                       | Frances McDormand                                                       | Ganador   | [ 4 ] [ 97 ]         |
| Premios Óscar                                     | 25 de abril de 2021     | Mejor Cinematografía               | Joshua James Richards                                                   | Nominado  | [ 4 ] [ 97 ]         |
| Producers Guild Awards                            | 24 de marzo de 2021     | Mejor Productor de Película        | Mollye Asher, Dan Janvey, Frances McDormand, Peter Spears, Chloé Zhao   | Ganador   | [ 98 ] [ 99 ]        |
| SAG Awards                                        | 4 de abril de 2021      | Mejor Actriz                       | Frances McDormand                                                       | Nominado  | [ 100 ]              |
| San Diego Film Critics Society                    | 11 de enero de 2021     | Mejor Película                     | Nomadland                                                               | Nominado  | [ 101 ] [ 102 ]      |
| San Diego Film Critics Society                    | 11 de enero de 2021     | Mejor Director                     | Chloe Zhao                                                              | Ganador   | [ 101 ] [ 102 ]      |
| San Diego Film Critics Society                    | 11 de enero de 2021     | Mejor Guion Adaptado               | Chloe Zhao                                                              | Nominado  | [ 101 ] [ 102 ]      |
| San Diego Film Critics Society                    | 11 de enero de 2021     | Mejor Actriz                       | Frances McDormand                                                       | Nominado  | [ 101 ] [ 102 ]      |
| San Diego Film Critics Society                    | 11 de enero de 2021     | Mejor Cinematografía               | Joshua James Richards                                                   | Ganador   | [ 101 ] [ 102 ]      |
| San Francisco Bay Area Film Critics Circle        | 18 de enero de 2021     | Mejor Película                     | Nomadland                                                               | Ganador   | [ 103 ]              |
| San Francisco Bay Area Film Critics Circle        | 18 de enero de 2021     | Mejor Director                     | Chloé Zhao                                                              | Ganador   | [ 103 ]              |
| San Francisco Bay Area Film Critics Circle        | 18 de enero de 2021     | Mejor Guion Adaptado               | Chloé Zhao                                                              | Nominado  | [ 103 ]              |
| San Francisco Bay Area Film Critics Circle        | 18 de enero de 2021     | Mejor Edición                      | Chloé Zhao                                                              | Ganador   | [ 103 ]              |
| San Francisco Bay Area Film Critics Circle        | 18 de enero de 2021     | Mejor Actriz                       | Frances McDormand                                                       | Ganador   | [ 103 ]              |
| San Francisco Bay Area Film Critics Circle        | 18 de enero de 2021     | Mejor Actor de Reparto             | David Strathairn                                                        | Nominado  | [ 103 ]              |
| San Francisco Bay Area Film Critics Circle        | 18 de enero de 2021     | Mejor Cinematografía               | Joshua James Richards                                                   | Nominado  | [ 103 ]              |
| Satellite Awards                                  | 15 de febrero de 2021   | Mejor Película — Drama             | Nomadland                                                               | Ganador   | [ 104 ]              |
| Satellite Awards                                  | 15 de febrero de 2021   | Mejor Director                     | Chloé Zhao                                                              | Ganador   | [ 104 ]              |
| Satellite Awards                                  | 15 de febrero de 2021   | Mejor Guion Adaptado               | Chloé Zhao                                                              | Nominado  | [ 104 ]              |
| Satellite Awards                                  | 15 de febrero de 2021   | Mejor Edición                      | Chloé Zhao                                                              | Nominado  | [ 104 ]              |
| Satellite Awards                                  | 15 de febrero de 2021   | Mejor Actriz — Drama               | Frances McDormand                                                       | Ganador   | [ 104 ]              |
| Satellite Awards                                  | 15 de febrero de 2021   | Mejor Actor de Reparto             | David Strathairn                                                        | Nominado  | [ 104 ]              |
| Satellite Awards                                  | 15 de febrero de 2021   | Mejor Cinematografía               | Joshua James Richards                                                   | Nominado  | [ 104 ]              |
| Satellite Awards                                  | 15 de febrero de 2021   | Mejor Sonido                       | Sergio Diaz, Zach Seivers                                               | Nominado  | [ 104 ]              |
| Seattle Film Critics Society                      | 15 de febrero de 2021   | Mejor Película                     | Nomadland                                                               | Ganador   | [ 105 ] [ 106 ]      |
| Seattle Film Critics Society                      | 15 de febrero de 2021   | Mejor Director                     | Chloé Zhao                                                              | Ganador   | [ 105 ] [ 106 ]      |
| Seattle Film Critics Society                      | 15 de febrero de 2021   | Mejor Guion                        | Chloé Zhao                                                              | Nominado  | [ 105 ] [ 106 ]      |
| Seattle Film Critics Society                      | 15 de febrero de 2021   | Mejor Edición                      | Chloé Zhao                                                              | Ganador   | [ 105 ] [ 106 ]      |
| Seattle Film Critics Society                      | 15 de febrero de 2021   | Mejor Actriz                       | Frances McDormand                                                       | Ganador   | [ 105 ] [ 106 ]      |
| Seattle Film Critics Society                      | 15 de febrero de 2021   | Mejor Cinematografía               | Joshua James Richards                                                   | Ganador   | [ 105 ] [ 106 ]      |
| Southeastern Film Critics Association             | 22 de febrero de 2021   | Mejor Película                     | Nomadland                                                               | Ganador   | [ 107 ]              |
| Southeastern Film Critics Association             | 22 de febrero de 2021   | Mejor Director                     | Chloé Zhao                                                              | Ganador   | [ 107 ]              |
| Southeastern Film Critics Association             | 22 de febrero de 2021   | Mejor Guion Adaptado               | Chloé Zhao                                                              | Ganador   | [ 107 ]              |
| Southeastern Film Critics Association             | 22 de febrero de 2021   | Mejor Actriz                       | Frances McDormand                                                       | Ganador   | [ 107 ]              |
| Southeastern Film Critics Association             | 22 de febrero de 2021   | Mejor Cinematografía               | Joshua James Richards                                                   | Ganador   | [ 107 ]              |
| St. Louis Film Critics Association                | 17 de enero de 2021     | Mejor Película                     | Nomadland                                                               | Ganador   | [ 108 ]              |
| St. Louis Film Critics Association                | 17 de enero de 2021     | Mejor Director                     | Chloé Zhao                                                              | Ganador   | [ 108 ]              |
| St. Louis Film Critics Association                | 17 de enero de 2021     | Mejor Guion Adaptado               | Chloé Zhao                                                              | Nominado  | [ 108 ]              |
| St. Louis Film Critics Association                | 17 de enero de 2021     | Mejor Edición                      | Chloé Zhao                                                              | Ganador   | [ 108 ]              |
| St. Louis Film Critics Association                | 17 de enero de 2021     | Mejor Actriz                       | Frances McDormand                                                       | Nominado  | [ 108 ]              |
| St. Louis Film Critics Association                | 17 de enero de 2021     | Mejor Cinematografía               | Joshua James Richards                                                   | Ganador   | [ 108 ]              |
| St. Louis Film Critics Association                | 17 de enero de 2021     | Mejor Banda Sonora                 | Ludovico Einaudi                                                        | Nominado  | [ 108 ]              |
| Sunset Film Circle                                | 2 de diciembre de 2020  | Mejor Director                     | Chloé Zhao                                                              | Nominado  | [ 109 ]              |
| Sunset Film Circle                                | 2 de diciembre de 2020  | Mejor Cinematografía               | Joshua James Richards                                                   | Nominado  | [ 109 ]              |
| Toronto Film Critics Association                  | 7 de febrero de 2021    | Mejor Película                     | Nomadland                                                               | Ganador   | [ 110 ]              |
| Toronto Film Critics Association                  | 7 de febrero de 2021    | Mejor Director                     | Chloé Zhao                                                              | Ganador   | [ 110 ]              |
| Toronto Film Critics Association                  | 7 de febrero de 2021    | Mejor Guion                        | Chloé Zhao                                                              | Nominado  | [ 110 ]              |
| Toronto Film Critics Association                  | 7 de febrero de 2021    | Mejor Actriz                       | Frances McDormand                                                       | Ganador   | [ 110 ]              |
| Utah Film Critics Association                     | 13 de febrero de 2021   | Mejor Actriz                       | Frances McDormand                                                       | Ganador   | [ 111 ]              |
| Utah Film Critics Association                     | 13 de febrero de 2021   | Mejor Cinematografía               | Joshua James Richards                                                   | Ganador   | [ 111 ]              |
| Vancouver Film Critics Circle                     | 22 de febrero de 2021   | Mejor Película                     | Nomadland                                                               | Ganador   | [ 112 ] [ 113 ]      |
| Vancouver Film Critics Circle                     | 22 de febrero de 2021   | Mejor Director                     | Chloé Zhao                                                              | Ganador   | [ 112 ] [ 113 ]      |
| Vancouver Film Critics Circle                     | 22 de febrero de 2021   | Mejor Actriz                       | Frances McDormand                                                       | Ganador   | [ 112 ] [ 113 ]      |
| Washington D. C. Area Film Critics Association    | 8 de febrero de 2021    | Mejor Película                     | Nomadland                                                               | Ganador   | [ 114 ]              |
| Washington D. C. Area Film Critics Association    | 8 de febrero de 2021    | Mejor Director                     | Chloé Zhao                                                              | Ganador   | [ 114 ]              |
| Washington D. C. Area Film Critics Association    | 8 de febrero de 2021    | Mejor Guion Adaptado               | Chloé Zhao                                                              | Ganador   | [ 114 ]              |
| Washington D. C. Area Film Critics Association    | 8 de febrero de 2021    | Mejor Edición                      | Chloé Zhao                                                              | Nominado  | [ 114 ]              |
| Washington D. C. Area Film Critics Association    | 8 de febrero de 2021    | Mejor Actriz                       | Frances McDormand                                                       | Ganador   | [ 114 ]              |
| Washington D. C. Area Film Critics Association    | 8 de febrero de 2021    | Mejor Cinematografía               | Joshua James Richards                                                   | Ganador   | [ 114 ]              |
| Women Film Critics Circle                         | 7 de marzo de 2021      | Mejor Película Hecha por una Mujer | Nomadland                                                               | Ganador   | [ 115 ]              |
| Women Film Critics Circle                         | 7 de marzo de 2021      | Mejor Guionista                    | Chloé Zhao                                                              | Nominado  | [ 115 ]              |
| Women Film Critics Circle                         | 7 de marzo de 2021      | Mejor Actriz                       | Frances McDormand                                                       | Nominado  | [ 115 ]              |